# Mátraverebélyi római katolikus templom

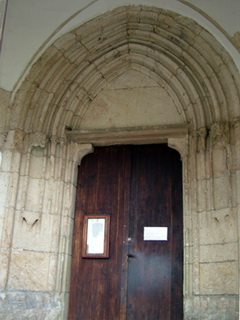

A Zagyva völgyében, a Cserhát és a Mátra találkozásánál, Mátraverebély északnyugati peremén, a temető melletti dombon emelkedik a monumentális, torony nélküli római katolikus templom, melynek nyugati oldalán egy huszártorony található. A település egyik főutcájának számító 21 167-es számú mellékúttól néhány lépésnyire magasodik, a lakott terület nyugati szélétől nem messze.

## A templom építészete
A szentélytől északkeletre látszik a harangtorony kő alapfala (maga a középkori toronyszerkezet fából készülhetett). Kívülről a támpillérek, a mérműves gótikus stílusú ablakokat látva jól érzékelhető a középkor hangulata.
A háromhajós (hosszházas és kereszthajós) templomba belépve szembetűnő, hogy a gótikus boltozat helyett barokk csehsüvegboltozatot találunk, amely öt-öt középkori pilléren nyugszik. A középkori boltozat a török időkben ugyanis beszakadt, s azt időlegesen (1709-ben említik) famennyezettel pótolták. A középkori keresztboltozatból csak a gyámkövek és a bordaindítások maradtak meg.
A szentélyben (a helyreállítás óta) síkmennyezetet találunk.
A sekrestyét középkori kápolnából alakították ki. A karzat dongaboltozatos, középkori eredetű csigalépcső vezet föl rá. A templom nem kevés középkori eredetű művészeti emléket mutathat föl. Építtetőjének, Verebi Péter erdélyi alvajdának (+1403) a sírköve, a szentélyben a kisebb kora gótikus, és jóval pompásabb kegyúri kettős ülőfülke, a késő reneszánsz- kora barokk kő-szószék is figyelmet érdemel. A főoltár neogótikus.

## A templom rövid története
A mai templom helyén a 13. században már állt egy kis, román stílusú templomocska (először 1329-ben és 1331-ben említették), amelynek az alapfalai a mai templom hajójának északkeleti részén kerültek elő. A tatárjárás során (1241) megrongálódott templomot délnyugat felé megtoldották, a 13. század végén oldalkápolnákat építettek a román épületrészhez. A 14. század utolsó harmadában a falu akkori birtokosa, Verebi Péter erdélyi alvajda a román stílusú épületet elbontatta, és jelentősen bővíttette, átépíttette a korábbi templomot. Elkészültek a ma is meglévő fő- és oldalszentélyek, a hajót beboltozták. A templomot háromhajóssá alakították, az építmény déli részén kápolnát emeltek, s ugyanekkor készítették el az oldalfal két gótikus kapuját is. A templom búcsúengedélyt, a község pedig a búcsú napjára vásártartási jogot kapott (1398). A templomban temették el Verebi Pétert (1403). Ő csaknem négy évtizeddel élte túl a Lajk havasalföldi vajda elleni harcban történt megsebesülését (sebei gyógyulását a verebi szentkúti forrás vizének tulajdonította). Alighanem csodálatos fölépülésének örömére építtette át kegyúri templomát.
A 18. század végén alakították át barokk stílusban a templom belsejét. Lux Kálmán tervei szerint történt műemléki helyreállítása (1914-1917). Újabb helyreállítását (1961-1963) követően az ezredfordulón a tetőszerkezet felújítására került sor.

## Képgaléria

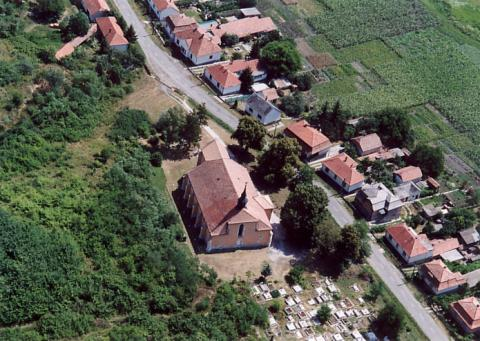
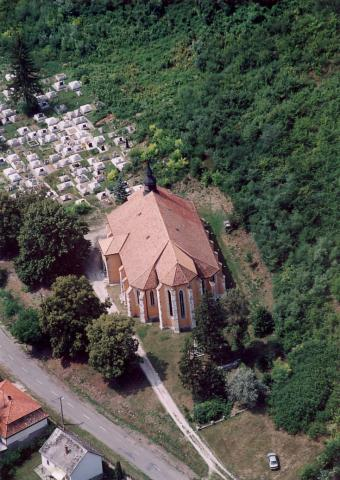
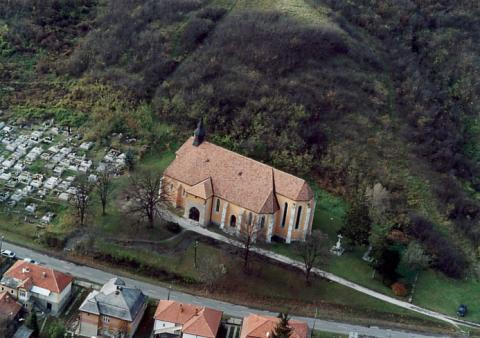
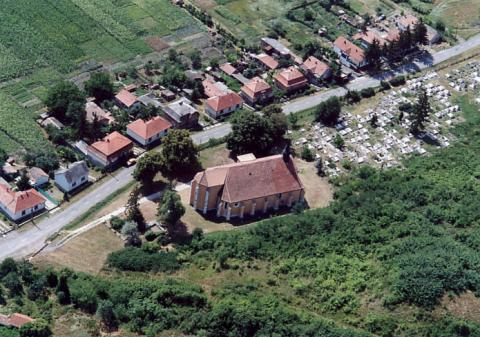
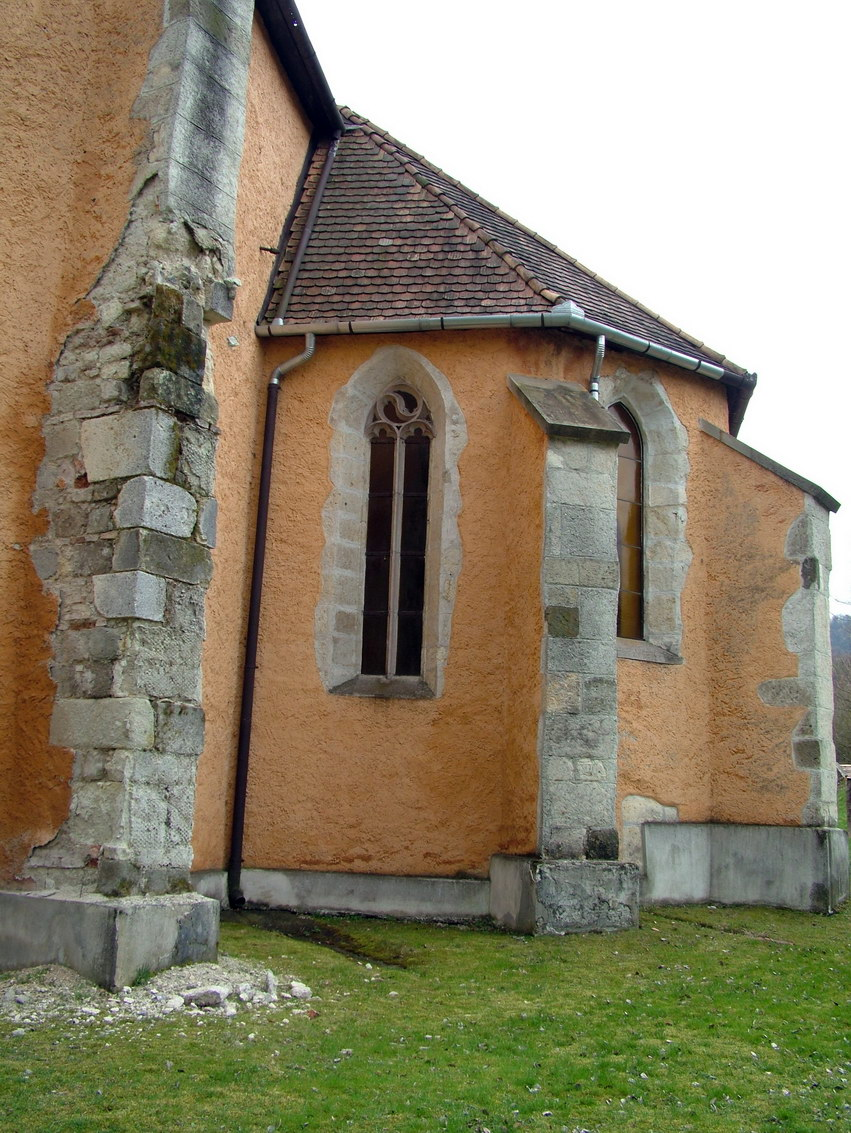
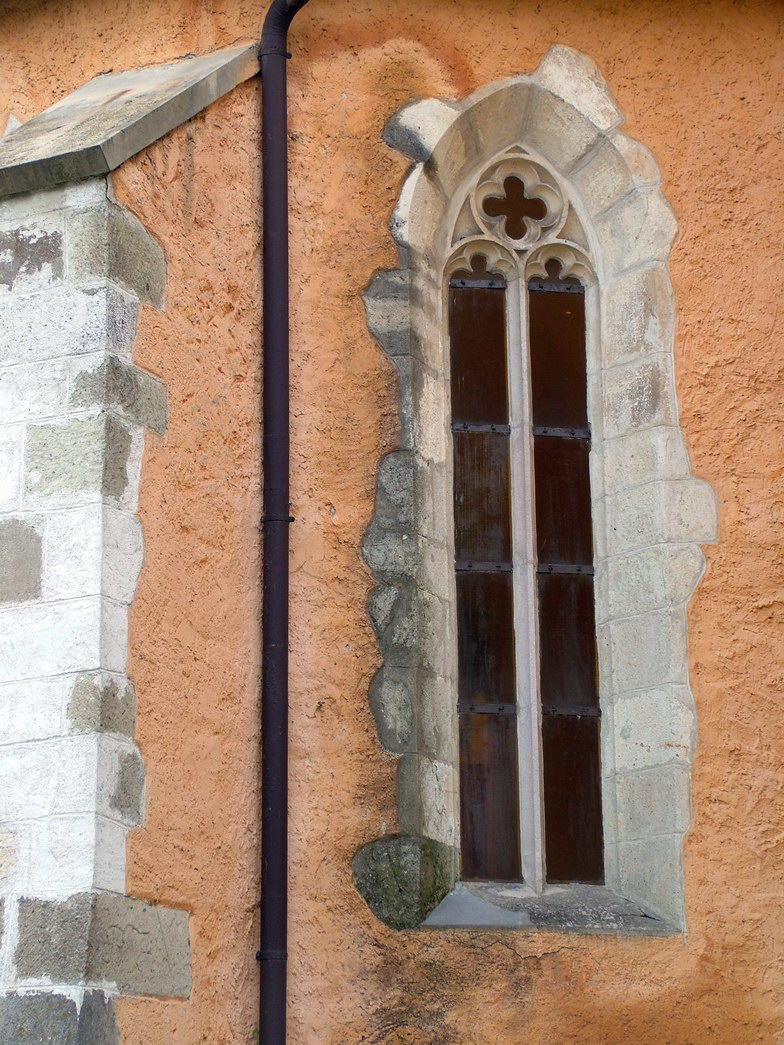
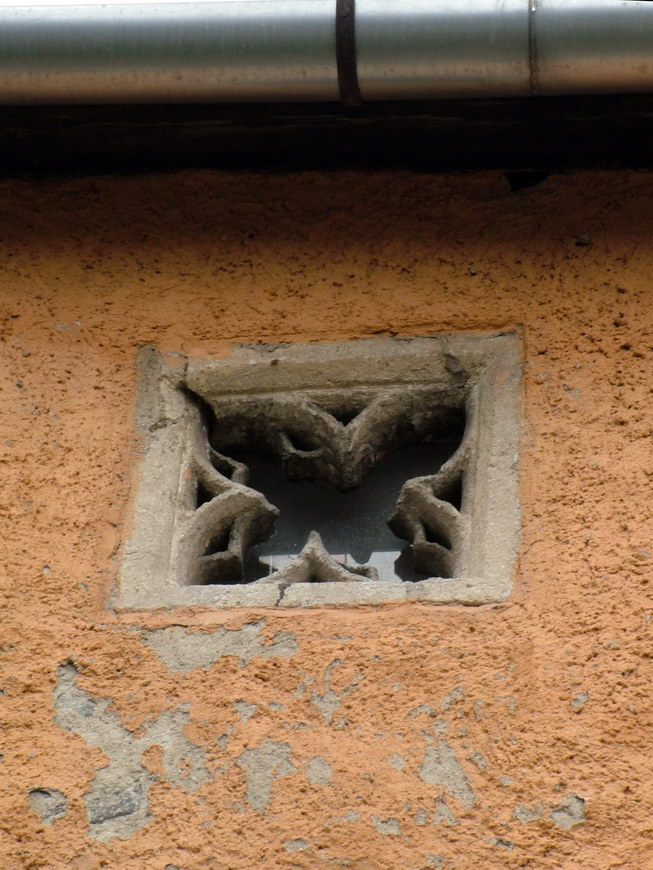
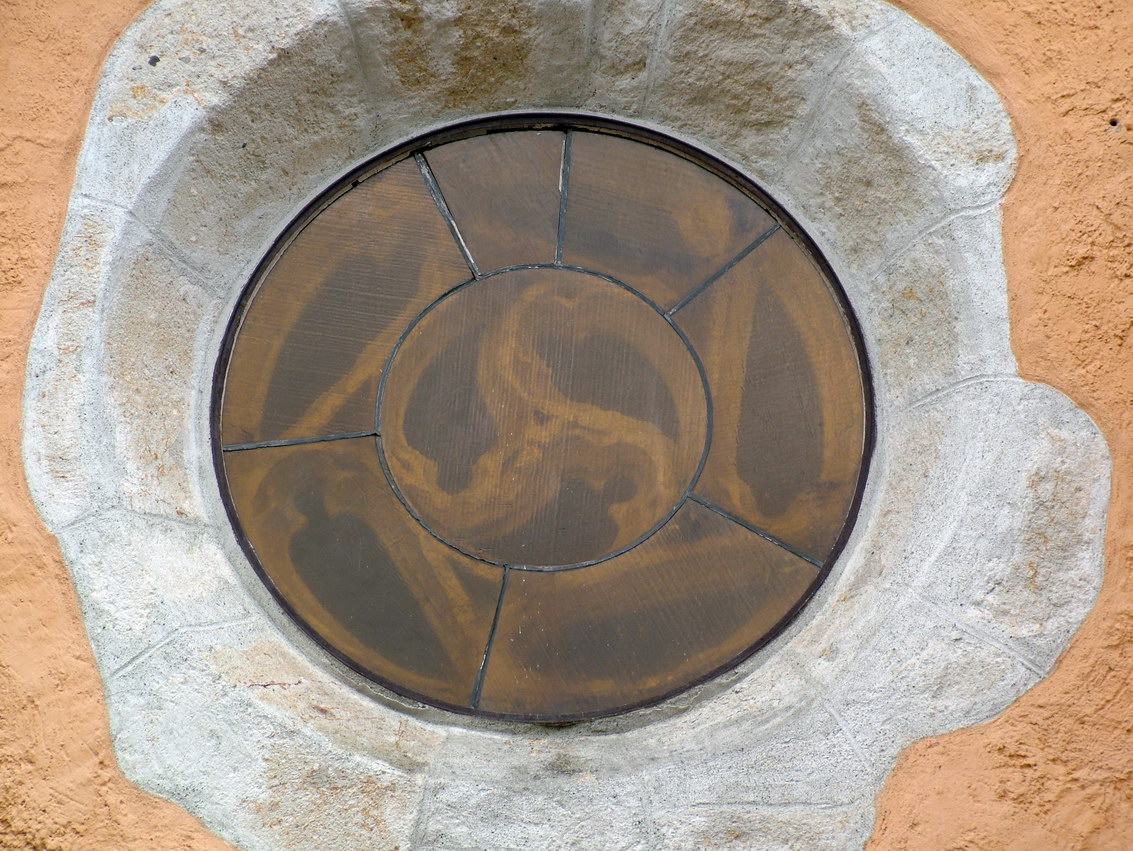
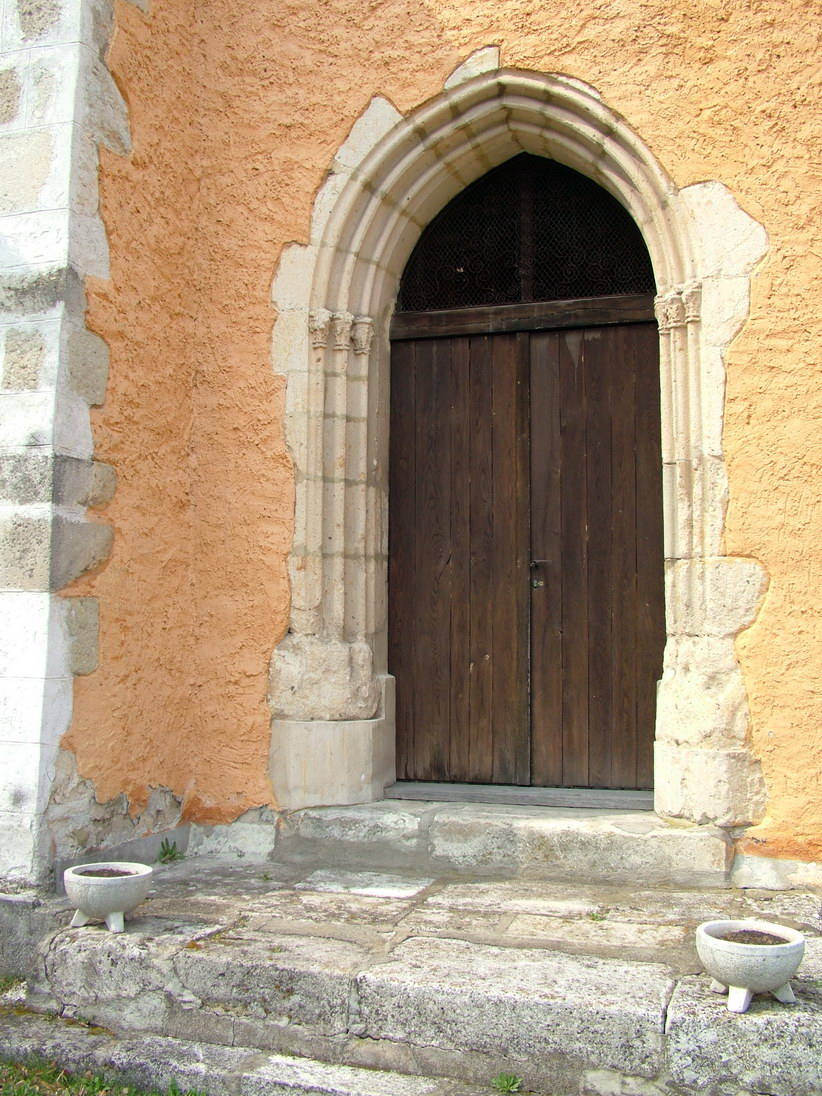
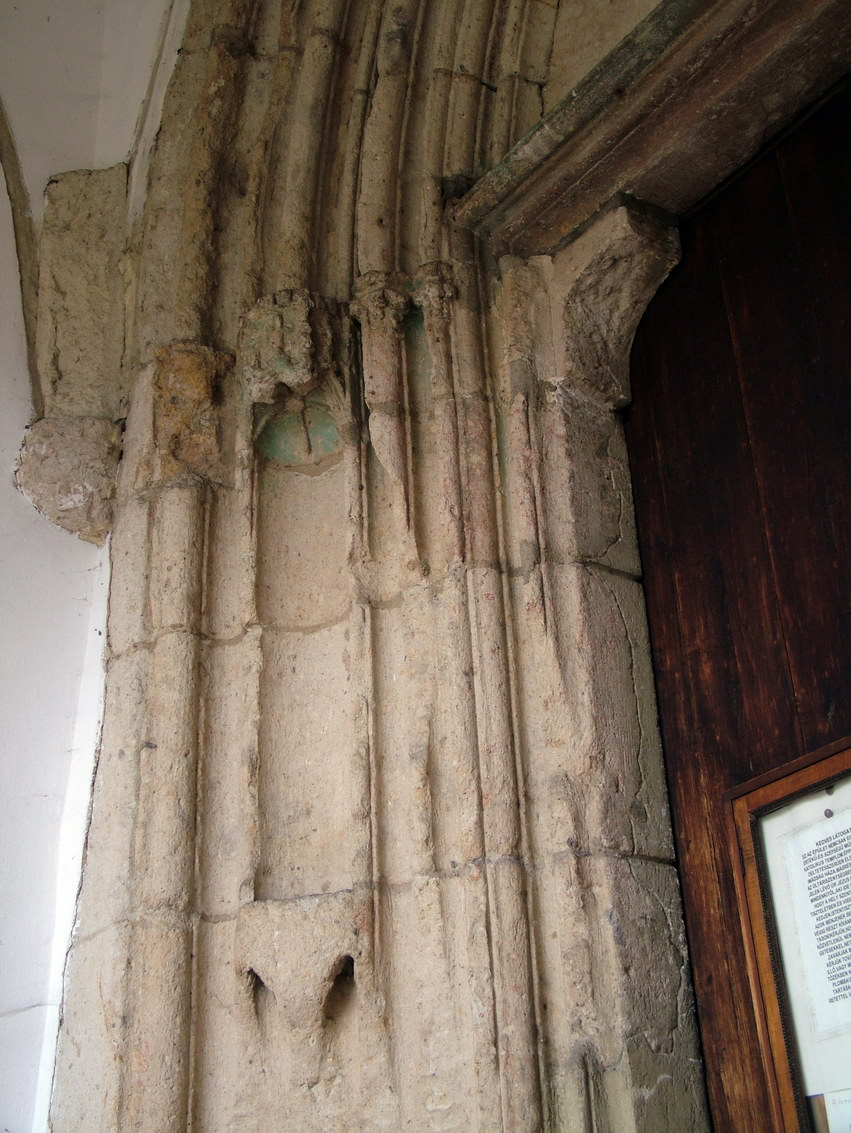
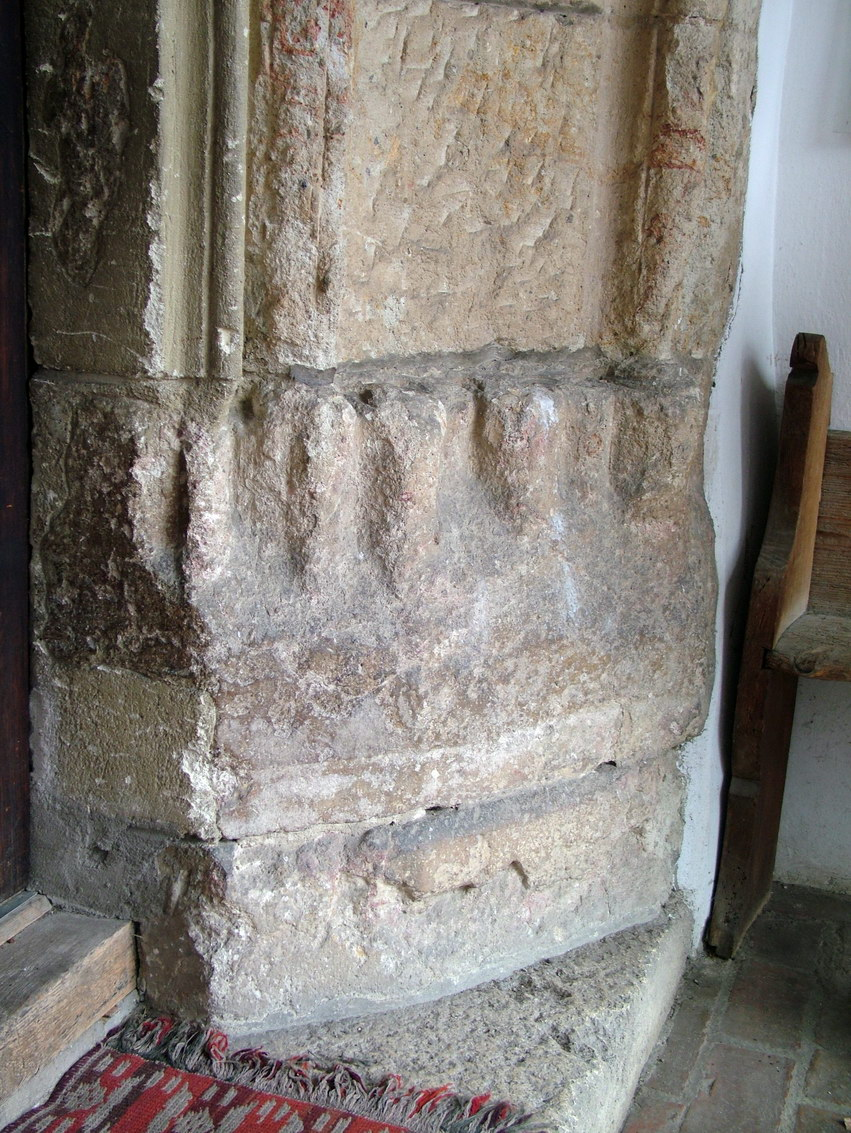
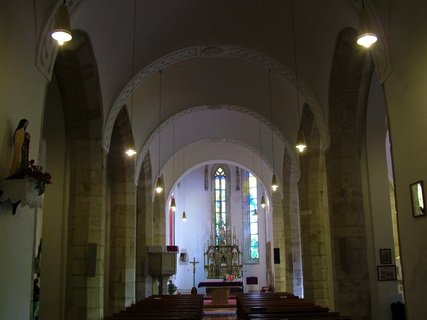
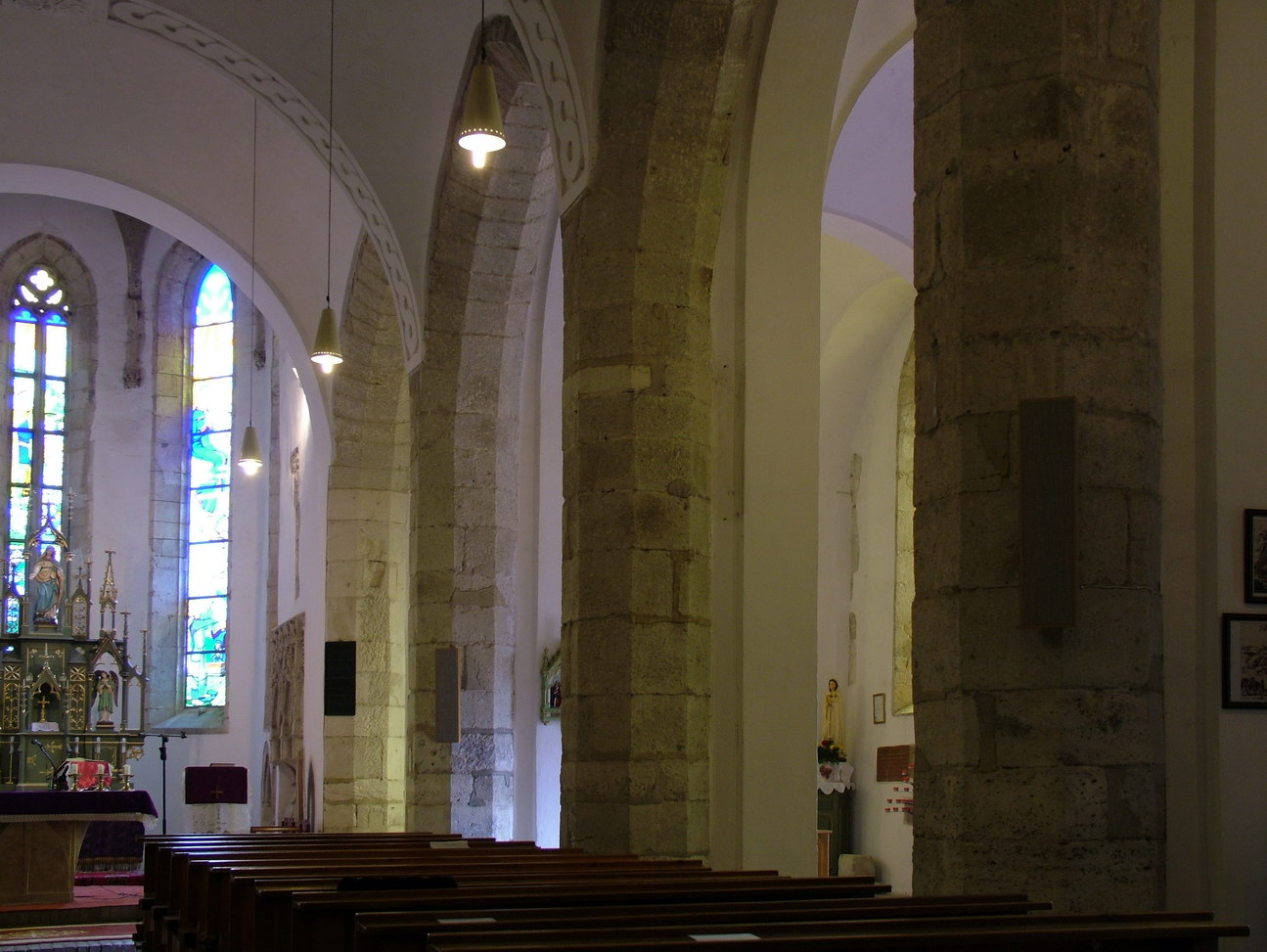
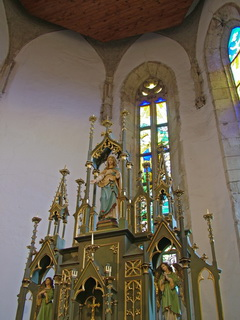
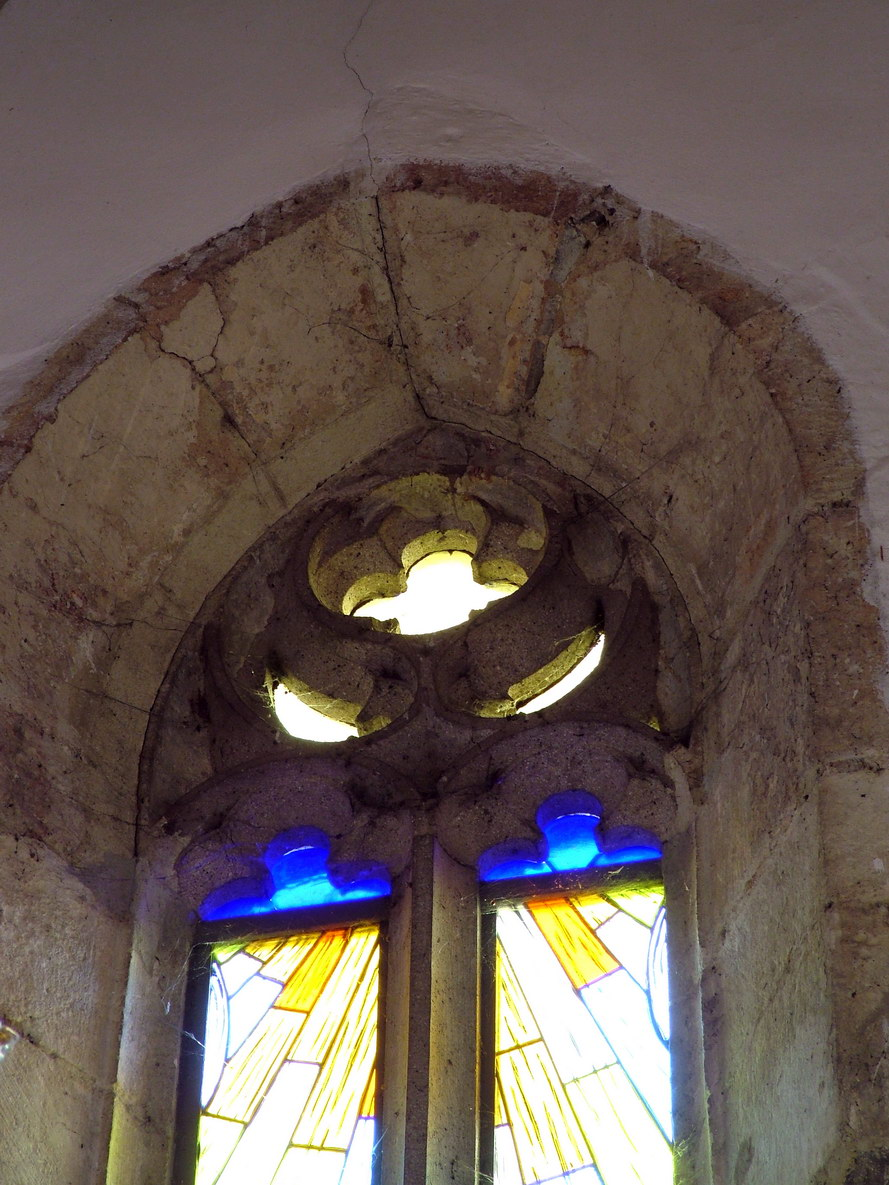
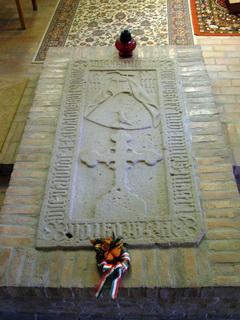
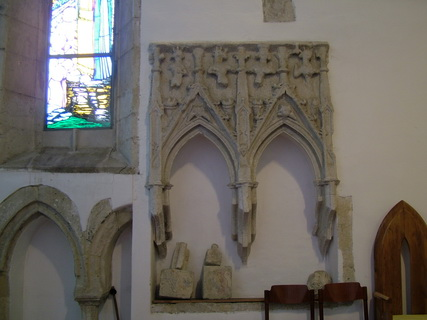
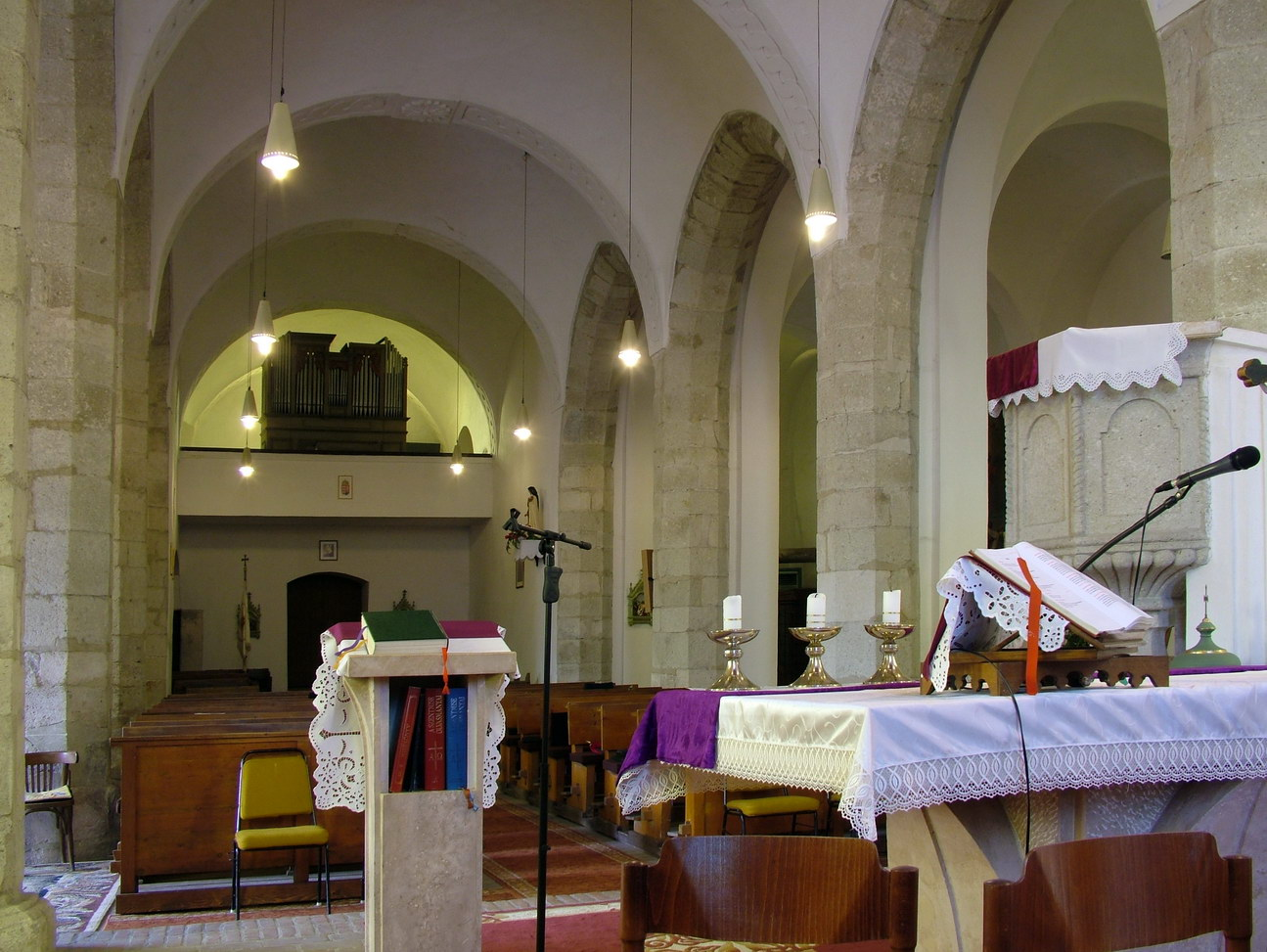
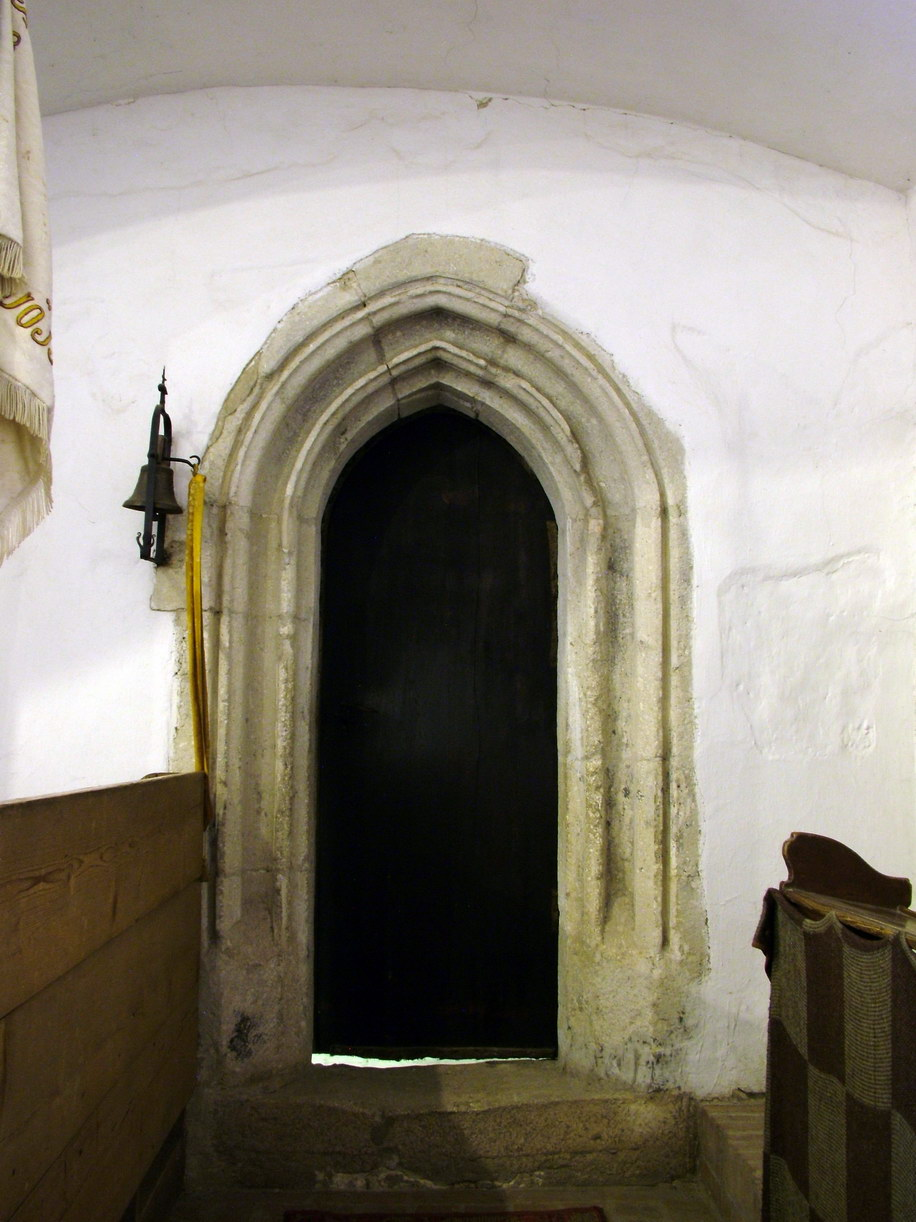
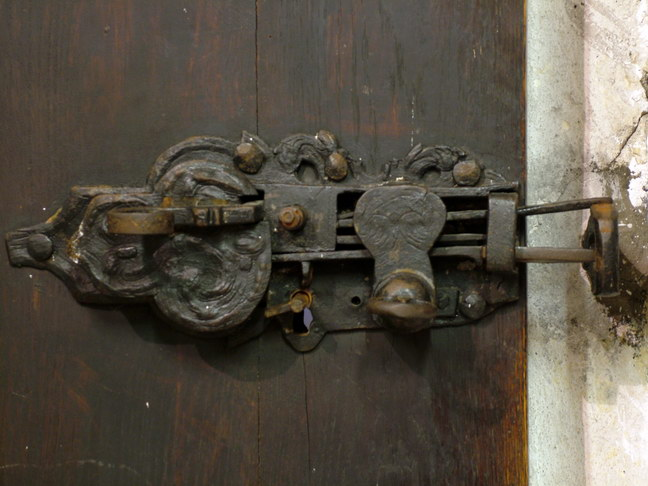